# Murguindueta
Murguindueta (en euskera y oficialmente: Murgindueta) es un lugar del municipio español de Araquil, en la Comunidad Foral de Navarra.

## Historia
A mediados del siglo XIX, cuando contaba con 85 habitantes, era ya lugar del valle de Araquil, municipio al que pertenece en la actualidad. Aparece descrito en el Diccionario geográfico histórico de Navarra (1842) de Teodoro Ochoa de Alda con las siguientes palabras:

MURGUINDUETA l. del vll. de Araquil, m. de P.: conf. por n. con el monte de Irañeta, por e. con Yabar y por o. con Irañeta á un cto. de hora de todos: terreno fertil en granos y mucho pasto: hai una parroquia con un cura y 85 a.
(Ochoa de Alda, 1842, pp. 130-131)

A fecha de 2021, tenía cinco habitantes censados.